# مانويل ماتشادو (ملحن)
مانويل ماتشادو (بالبرتغالية: Manuel Machado‏) هو ملحن برتغالي، ولد في 1590 في لشبونة في البرتغال، وتوفي في 1646.

## وصلات خارجية
- مانويل ماتشادو على موقع IMDb (الإنجليزية)
- مانويل ماتشادو على موقع ميوزك برينز (الإنجليزية)
- مانويل ماتشادو على موقع ديسكوغز (الإنجليزية)